# ملا عبدالعزیز شریعتمدار کرگانرودی
ملا عبدالعزیز شریعتمدار کرگانرودی معروف به ملا عزیز شریعتمدار از رهبران جنبش مشروطیت در تالش و گیلان بود که توسط قوای روسیه دستگیر و اعدام شد.
ملا عزیز شریعتمدار از تالشان لیسار بود که از سوی دولت قاجار ملقب به شریعتمدار تالش شده و در نهضت مشروطه از رهبران مشروطه خواه گیلان محسوب می‌شد. او درکمیته‌های سری رشت و انزلی عضو بوده و کمیته سری کرگانرود را نیز تشکیل داد. او از جمله مشروطه خواهان تالشی بود که در برابر قوای استبدادی محمدعلی شاه به رهبری عبدالحسین خان معزالسلطان ایستاد.
پس از التیاتوم روسها و تصرف تبریز، رشت، انزلی او توسط قوای قزاق دستگیر و در تاریخ ۱۱ اسفند ۱۳۹۰ اعدام می‌شود.
مقبره او در کنار بیمارستان پورسینای رشت و در کنار سه کشته شده در این حادثه قرار دارد و به عنوان یادمان شهدای مشروطه توسط اولین دوره شورای شهر رشت ساخته شد.